# Xiphophorus birchmanni
Xiphophorus birchmanni Lechner & Radda, 1987), è un pesce d'acqua dolce appartenente alla famiglia Poeciliidae, sottofamiglia Poeciliinae.

## Distribuzione e habitat
Questa specie è endemica del bacino idrografico del Rio Pánuco, in Messico dove predilige acque basse con fondali sabbiosi.

## Descrizione
Raggiunge una lunghezza massima di 7 cm.

## Riproduzione
Come tutti i Pecilidi, la fecondazione è interna, grazie all'organo genitale maschile, il gonopodio. La gestazione dura 28 giorni, dopodiché la femmina partorisce da 20 a 40 avannotti.